# Jacob Reineggs
Jacob Reineggs (1744-1793) fue un tipógrafo, médico, viajero, aventurero y diplomático alemán.

## Biografía
Nació en la localidad alemana de Eisleben en 1744. Hijo de barbero, en sus primeros años siguió la profesión de su padre, pero se hartó de ella y la trocó por la tipografía, que también dejaría para seguir una vida aventurera. Parte de sus viajes los relata Antonio Esteban del Olmo en La tipografía y los tipógrafos:

Se dirigió á Georgia, de donde llegó a ser bey, y donde introdujo algunas mejoras, creando una imprenta y perfeccionando la fundicion de los cañones. Marchó luego á Rusia, con el mismo cargo, y allí le ganó Catalina II para que contribuyera á que se sometiese la Georgia.
(Esteban del Olmo, 1880, p. 86)

Fue autor de una Descripción general histórico-topográfica del Cáucaso. Falleció en San Petersburgo en 1793.